# جيمس الكسندر ماكدونالد
جيمس الكسندر ماكدونالد هو قاضي ومحامي وسياسي كندي، ولد في أكتوبر 1858، وتوفي في 20 ديسمبر 1939.